# Järfälla fattigstuga
Järfälla fattigstuga var en fattigstuga i Järfälla och som låg på en tomt vid Järfälla kyrka i Järfälla socken, som senare blev Järfälla kommun. Fattigstugan, som byggdes 1834, finns inte kvar längre, beslut om rivning fattades 1972.

## Historia

### Den första fattigstugan vid Barkarby torg
Den första fattigstugan i Järfälla socken låg strax norr om Barkarby torg och den uppfördes under åren 1753-1754. Den fattigstugan hade bara två rum och en förstuga. Ett av dessa två rum användes nästan ända från början till skolsal. En viss undervisning i socknen bedrevs således redan i mitten av 1700-talet. Barnen undervisades av klockaren och gamla läskunniga gummor och gubbar samt av soldater och pigor.
De första åren i fattigstugan läste en piga som hette Stina Gånberg med barnen. Stina avled 1767 och efter det växlade lärarna väldigt ofta.
Vid en sockenstämma år 1768 föreslog prosten att ett särskilt skolhus skulle byggas. Men församlingen tyckte att rummet i fattigstugan som användes som skolsal fick räcka.
Vid en sockenstämma 1779 löste man lärarfrågan provisoriskt. Då anställdes skräddarmästare Johan Hök som skolmästare. Tillsammans med sin hustru blev han ansvarig för barnundervisningen. Johan Hök och hans hustru fick därför flytta in i skolrummet i fattigstugan. Fru Hök fick 6 daler kopparmynt av barnens föräldrar för varje bok som ett barn lärt sig.

### Den nya fattigstugan vid Järfälla kyrka

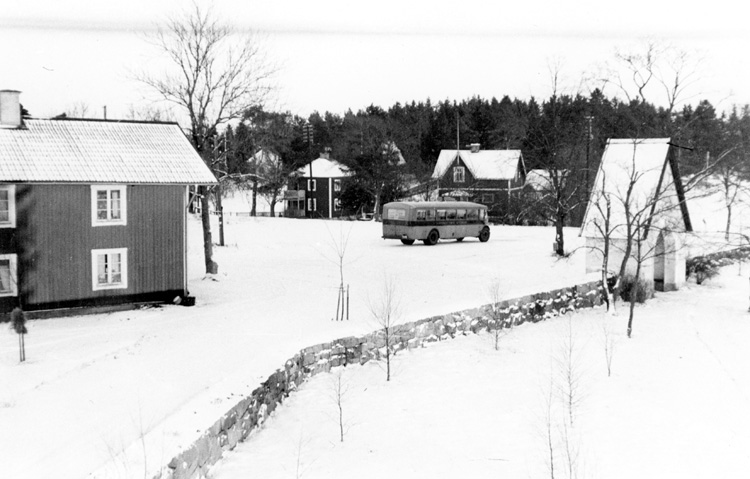
Vy över Fattigstugan från Järfälla kyrkas klockstapel. Till vänster syns den gamla fattigstugan i Järfälla, uppförd 1834 och tillbyggd 1886. Stugan brann ned 1975. Till höger syns norra stigluckan vid Järfälla kyrka, som uppfördes 1929, då den ersatte en äldre någon sydligare belägen stiglucka. Fotograf: John Lif.

Järfällas första fattigstuga revs 1834 och man använde då byggnadsmaterialet vid uppförandet av en ny fattigstuga, som byggdes på en tomt vid Järfälla kyrka.
Det finns inga anteckningar om hur länge undervisningen bedrevs i fattigstugan. Det fanns en skola här vid kyrkan och detta nämns i husförhörslängden 1756-1773. Skolsalen vid fattigstugan användes troligen ända in på 1800-talet.
Hovmarskalk Adolf Rudbeck, som ägde flera gårdar i Spånga, bland annat Hjulsta gård, och i Järfälla, donerade i slutet av 1700-talet pengar till en skola. År 1810 öppnade Spånga-Järfälla skola, en gemensam skola för Spånga socken och Järfälla socken på Hjulsta gårds ägor i Spånga, vid en slätt ovanför stora landsvägen mellan Kolkärrsbacken och Spånga båtsmansstuga.
Järfälla socken fick sin första egna skola år 1846 och skolgemenskapen med Spånga upplöstes. Järfällas första egna skola var Aspnäs skola och det skolhuset var en mangårdsbyggnad vid Aspnäs vägskäl, Skruven, som köptes in för skoländamål och som tidigare fungerat som krog, Aspnäs krog.
Kyrkofullmäktige beslöt 1972 att fattigstugans hus, efter dokumentation, skulle rivas. År 1975 började man nertagningen och då fattade byggnaden eld.

## Källa
- Lars Gustafsson j:r, Järfällaböckerna 1957 och 1986.